# Charles Daumy
Charles Daumy est un homme politique français né le 15 août 1836 à Jouet-sur-l'Aubois (Cher) et décédé le 6 juillet 1910 à Paris

## Biographie
Industriel, à la tête d'une entreprise de chaux et de ciment, il est maire de sa commune natale de 1870 à 1897, conseiller général en 1878 du canton de la Guerche-sur-l'Aubois et président du conseil général en 1881. Il est sénateur du Cher de 1903 à 1910, inscrit au groupe de la Gauche radicale-socialiste.
Il est également nommé maire du XIVe arrondissement de Paris en 1904.

## Sources
- « Charles Daumy », dans le Dictionnaire des parlementaires français (1889-1940), sous la direction de Jean Jolly, PUF, 1960 [détail de l’édition]